# Czerwińsk nad Wisłą
Czerwińsk nad Wisłą – miasto w Polsce położone w województwie mazowieckim, w powiecie płońskim.
Administracyjnie Czerwińsk nad Wisłą ma status sołectwa.
Miejscowość jest siedzibą gminy Czerwińsk nad Wisłą oraz rzymskokatolickiej parafii Zwiastowania Najświętszej Maryi Panny. Znajduje się tutaj niewielka przystań żeglugi śródlądowej na Wiśle.
Czerwieńsk położony był w drugiej połowie XVI wieku w powiecie sąchockim ziemi ciechanowskiej województwa mazowieckiego. W 1785 miasto Czerwińsk wchodziło w skład klucza czerwińskiego biskupstwa płockiego.

## Historia

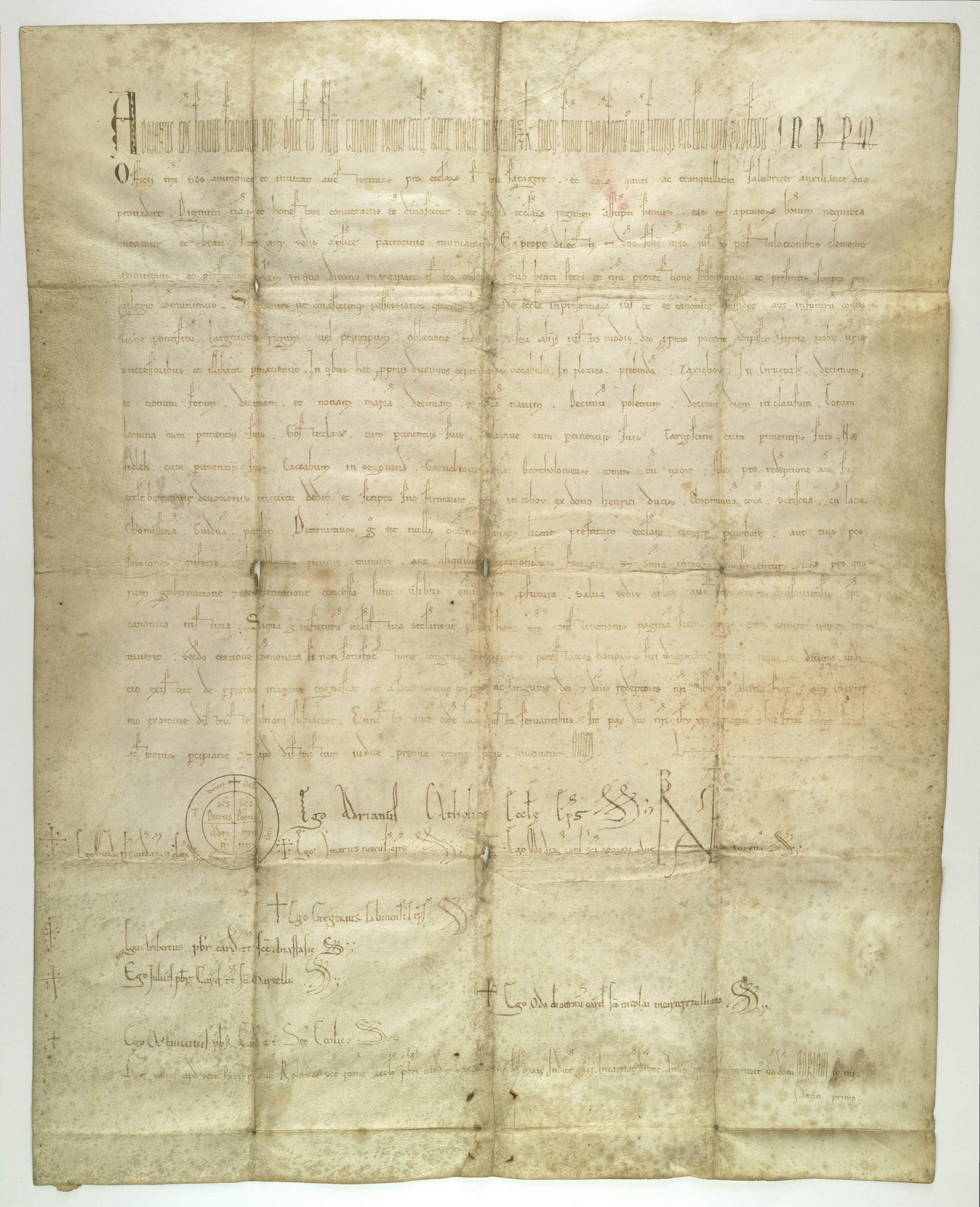
Adrian IV papież bierze pod opiekę klasztor w Czerwińsku

Historia Czerwińska przez stulecia była związana z historią tutejszego klasztoru kanoników regularnych, powstałego w XII w. Pierwszy dokument wspominający o Czerwińsku, to bulla papieża Hadriana IV dotycząca klasztoru, pochodząca z 1155 Dzięki nadaniom i darowiznom książąt mazowieckich zakon ten stał się jednym z większych właścicieli feudalnych na Mazowszu.

Położona nad Wisłą miejscowość stanowiła ważny punkt na szlaku handlowym łączącym Pomorze z Mazowszem. Była też ważnym punktem obronnym podczas najazdów pruskich, jaćwieskich i litewskich. Prawa miejskie Czerwińsk uzyskał w dwóch etapach, jako że osada podzielona była na dwie części – biskupią, wschodnią (gdzie biskupi płoccy posiadali dwór), i klasztorną, zachodnią. W 1373 część Czerwińska należąca do biskupów płockich otrzymała prawa miejskie.

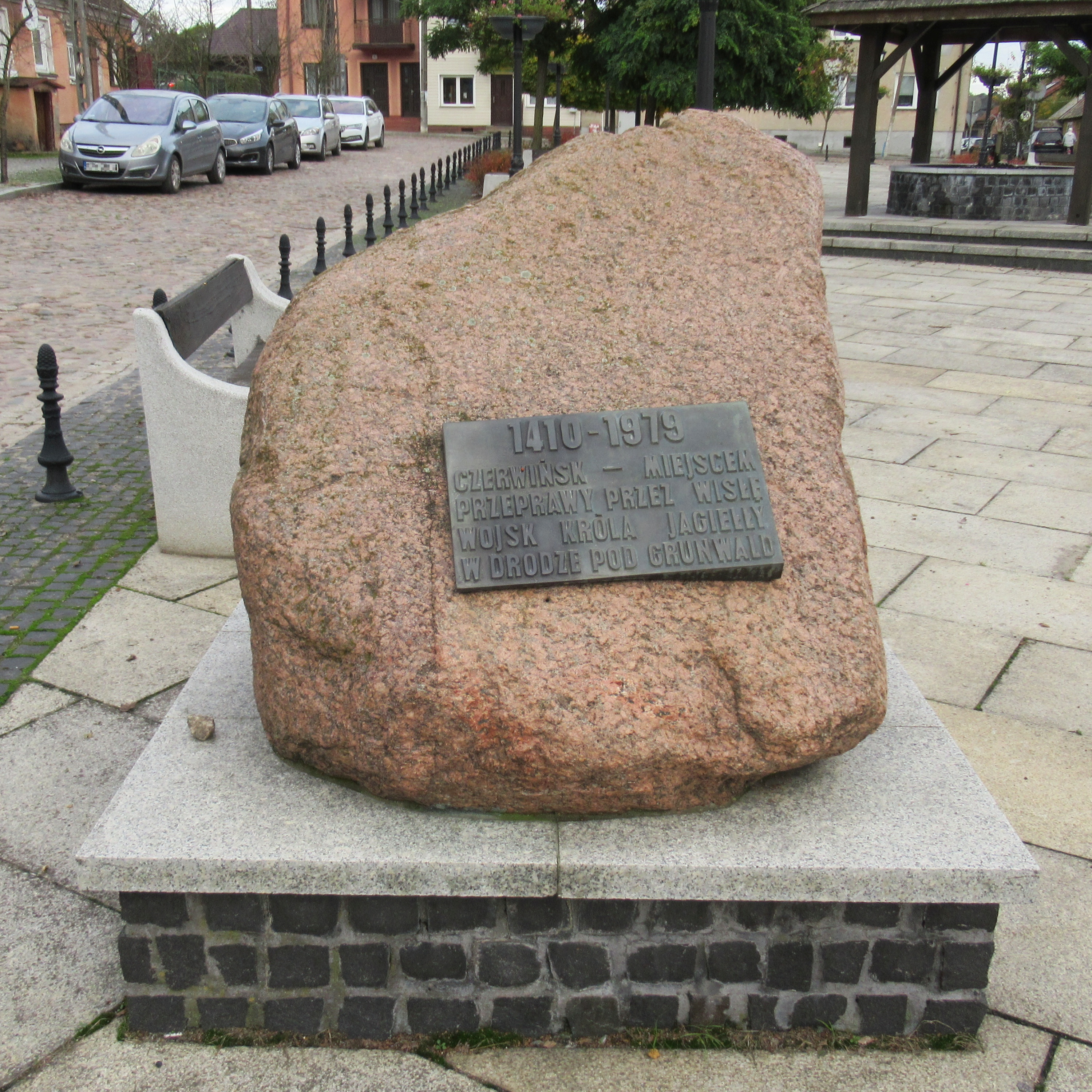
Głaz pomnik w Czerwińsku, treść inskrypcji: 1410—1979 · Czerwińsk — miejscem przeprawy przez Wisłę wojsk króla Jagiełły w drodze pod Grunwald.

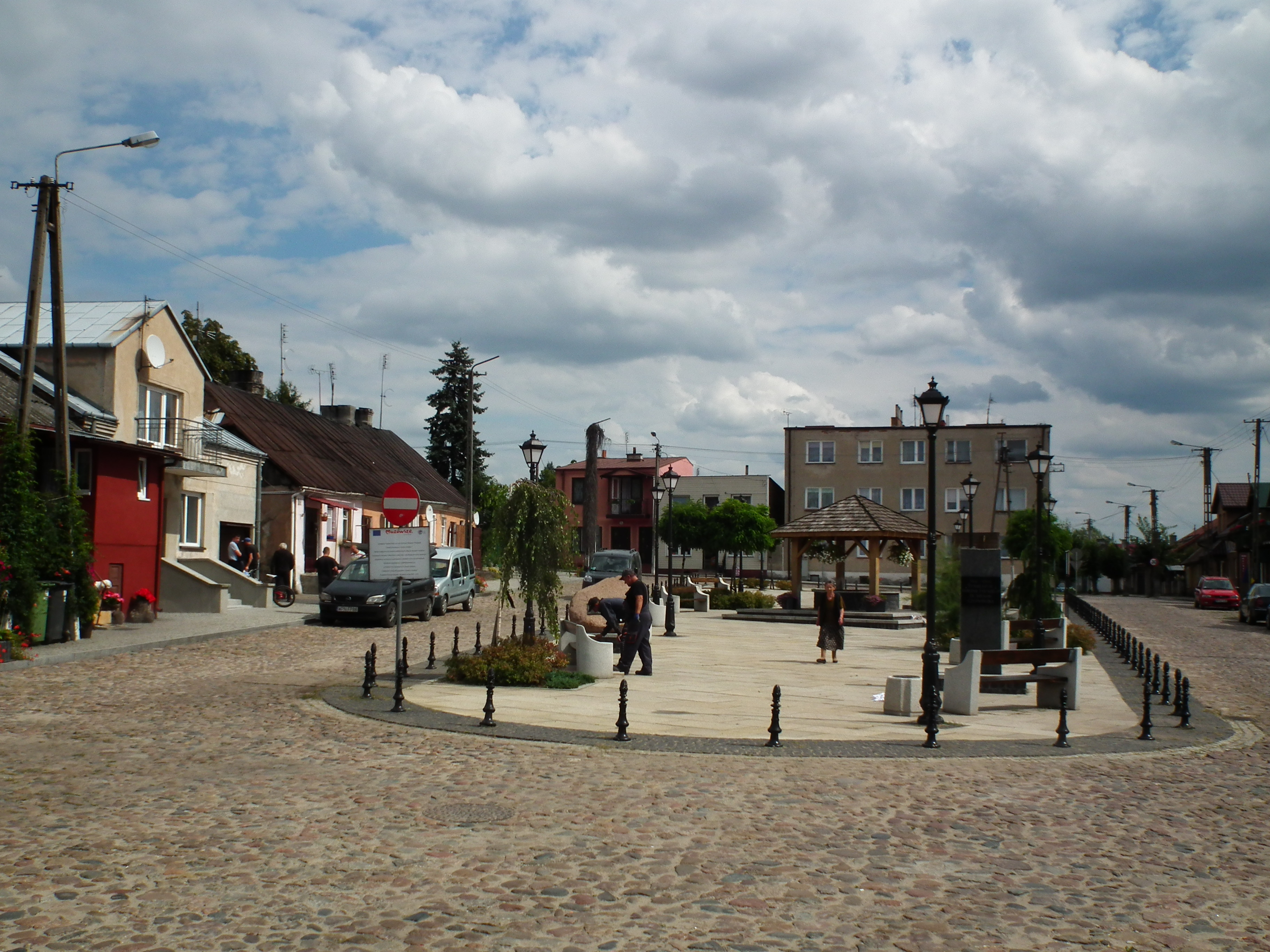
Rynek w Czerwińsku

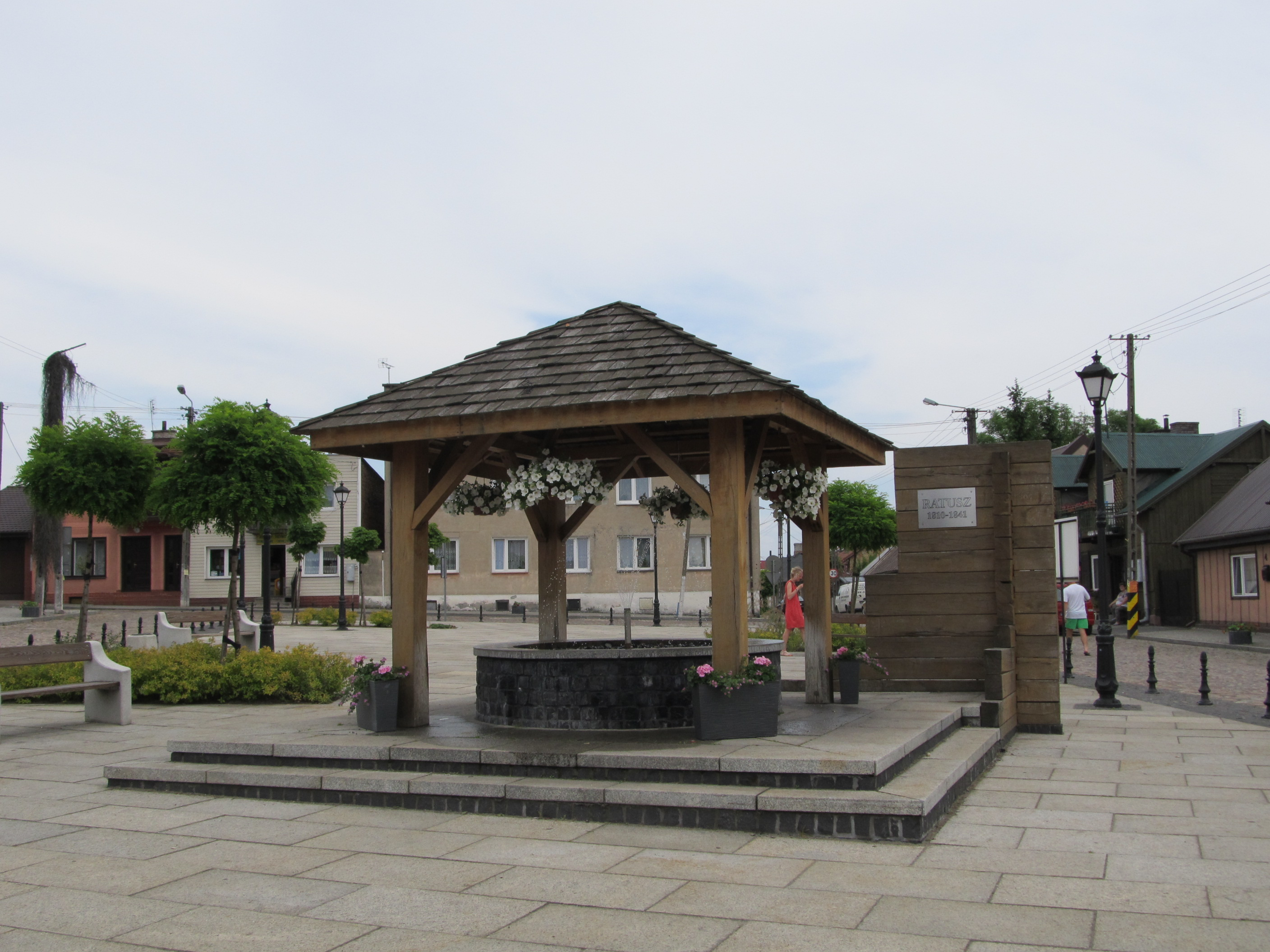
Fontanna w kształcie studni na rynku

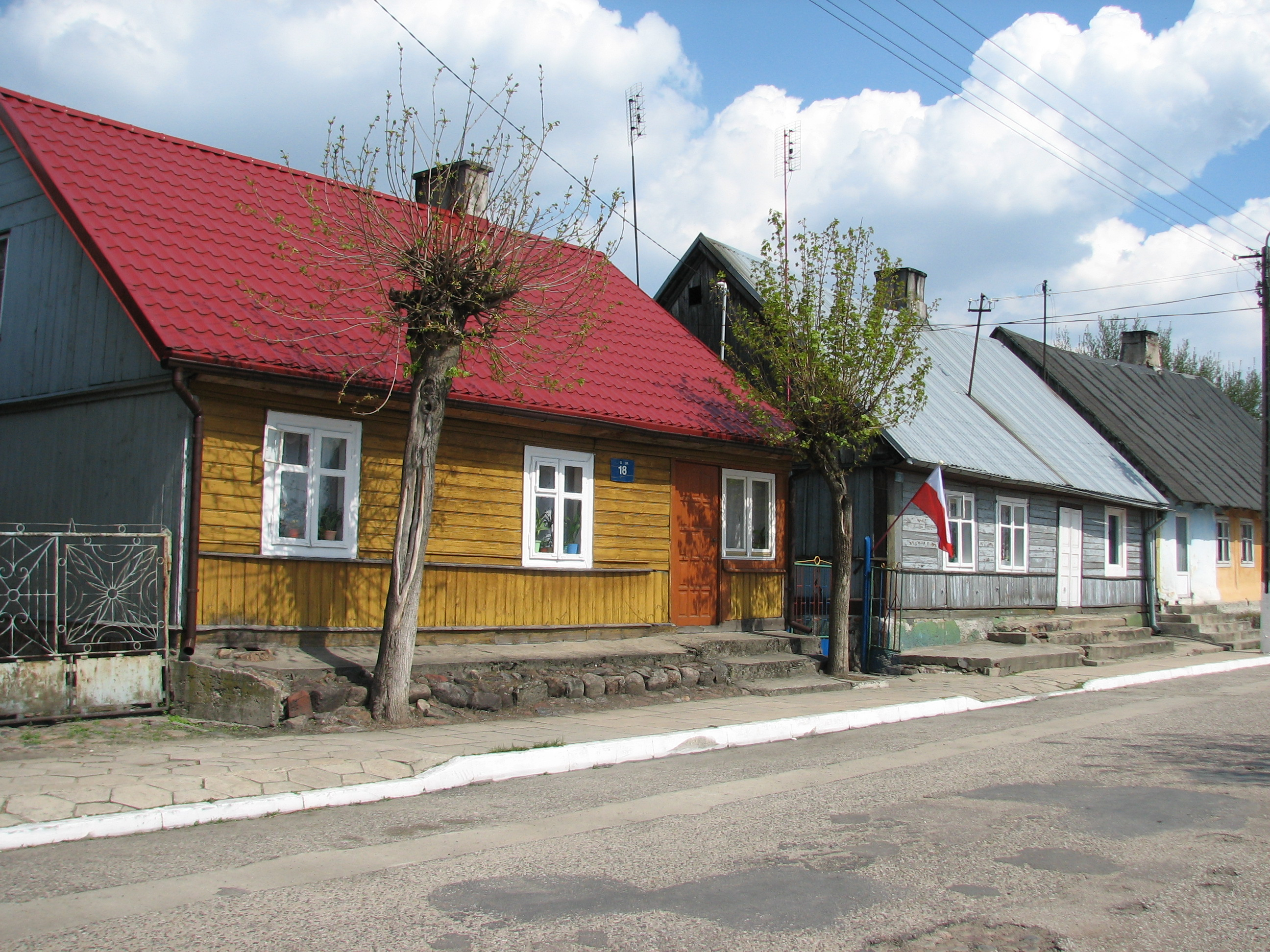
Tradycyjna zabudowa małomiasteczkowa

W lipcu 1410 w okolicach Czerwińska wojska polskie Władysława Jagiełły przeprawiły się przez Wisłę po moście łyżwowym zbudowanym przez mistrza Jarosława, aby połączyć się z wojskami litewskimi i ruszyć na państwo zakonne. W 1419 w tutejszym klasztorze toczono rokowania z posłami króla Eryka Pomorskiego. W lipcu 1422 Jagiełło wydał tu przywilej dla stanu szlacheckiego, gwarantujący nietykalność dóbr dziedzicznych bez wyroku sądowego, tzw. przywilej czerwiński,. W XV w. odbywały się tutaj sejmy mazowieckie, a także synod diecezjalny. W 1475 powstał tzw. Kodeks Czerwiński książąt mazowieckich.
W 1526 Czerwińsk został wcielony do ziem Królestwa Polskiego. W 1582 część klasztorna uzyskała formalnie prawa miejskie (mieszkańcy części klasztornej faktycznie korzystali już wcześniej z praw miejskich).
Choć w 1647 uznano za cudowny znajdujący się w kościele klasztornym obraz Matki Boskiej Czerwińskiej, który przyciągał pielgrzymów, od XVII w. postępował proces marginalizacji opactwa oraz samego Czerwińska, często nawiedzanego przez pożary i powodzie. Z około 500 domów, istniejących w XVI w., po potopie szwedzkim pozostała połowa, a w końcu XVIII w. istniało 40 domów. Gdy w 1795 włączono Czerwińsk do Prus, zamieszkiwało go niespełna 300 osób, nie było żadnej szkoły. Kilkanaście lat później, w dobie Księstwa Warszawskiego, mieszkańców było 150. W 1815 Czerwińsk znalazł się w granicach Kongresówki. W 1819 skasowano podupadający już klasztor. W 1870 Czerwińsk formalnie utracił prawa miejskie i został włączony do gminy Sielec.
Do 1954 siedziba wiejskiej gminy Sielec, w latach 1954–1972 gromady Czerwińsk nad Wisłą, a od 1 stycznia 1973 gminy Czerwińsk nad Wisłą. W latach 1975–1998 miejscowość administracyjnie należała do województwa płockiego. Według Narodowego Spisu Powszechnego (marzec 2011) wieś liczyła 1089 mieszkańców.
Z dniem 1 stycznia 2020 miejscowość otrzymała status miasta.

## Polityka
Wójtowie i burmistrzowie Czerwińska:
- Ryszard Gortat (1990−1994)
- Michał Walerysiak (1994−2002)
- Janusz Gortat (2002−2006)[16]
- Michał Walerysiak (2006−2014)[17][18]
- Marcin Gortat (2014−2018) – wójt[19]
- Marcin Gortat (od 2018, od 2020 burmistrz)[20]

## Osoby związane z Czerwińskiem nad Wisłą
- w Czerwińsku nad Wisłą mieszkał, tworzył i zmarł 24 grudnia 1837 kompozytor, Antoni Milwid
- 28 listopada 1928 urodził się tutaj Jan Fotek.
- 20 lipca 1911 urodziła się tutaj Loda Halama.
- 31 stycznia 1874 urodził się tutaj Piotr Pręgowski.